# 日本マイクログラビティ応用学会
日本マイクログラビティ応用学会（にほんマイクログラビティおうようがっかい、英: The Japan Society of Microgravity Application、略称JASMA）は、1983年に設立された日本の学会。主に微小重力環境を利用した科学実験全般を対象としている。